# Ernst August I. (Hannover)

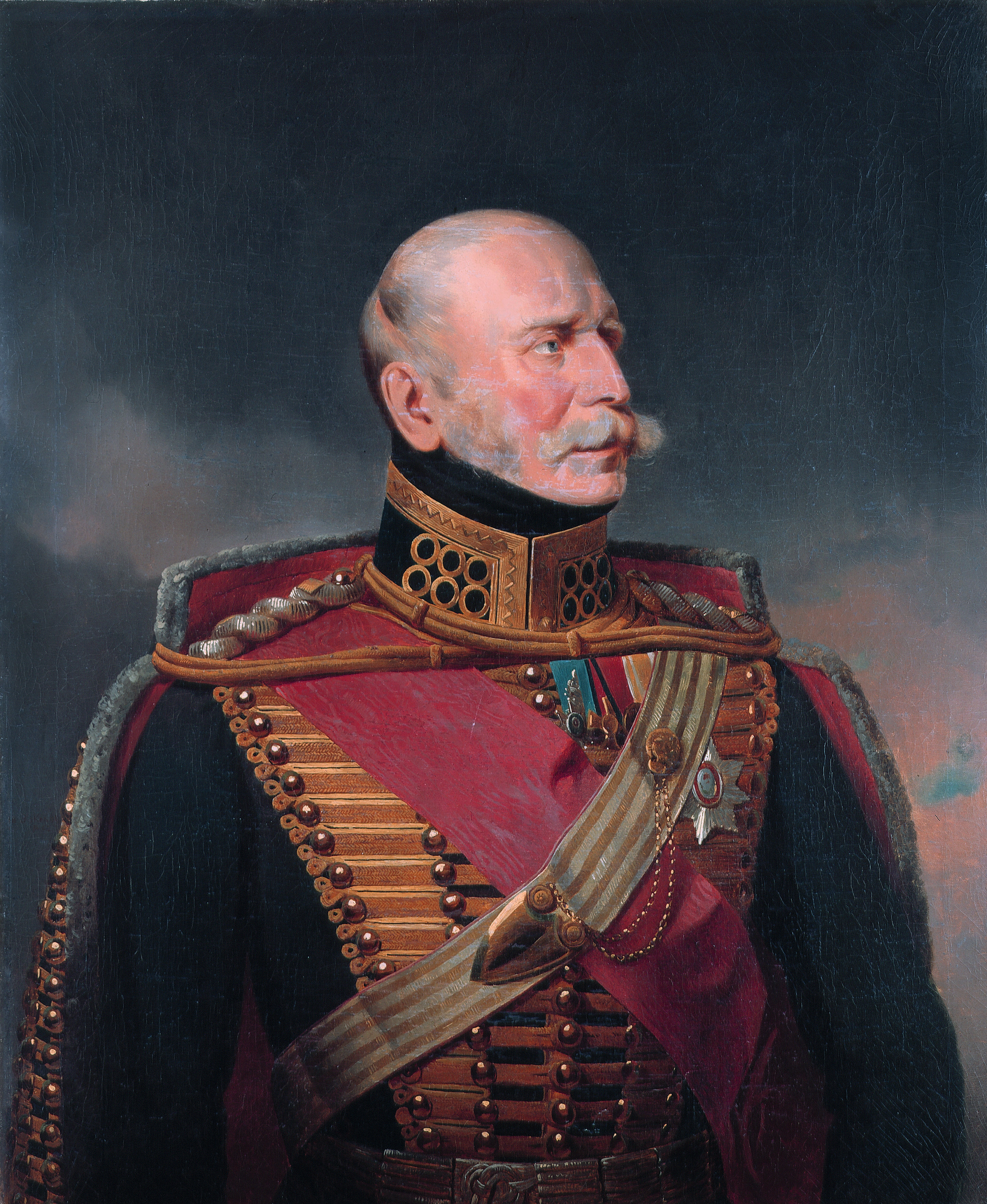
Ernst August I. (um 1842)

Unterschrift von Ernst August I.

Wappen von Ernst August, 1. Duke of Cumberland and Teviotdale

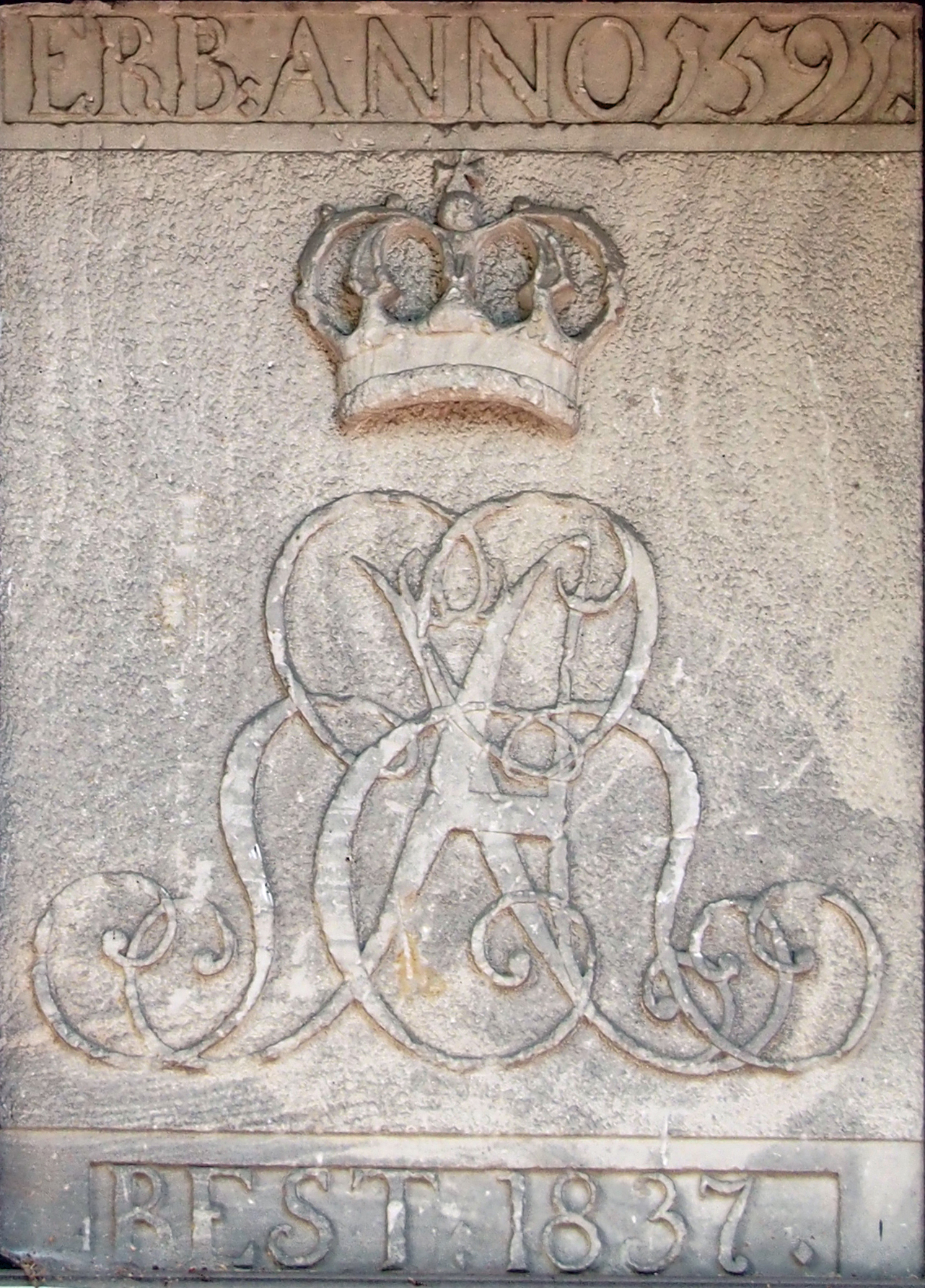
Gekröntes kursives Monogramm Ernst August I. „EAR“ (Ernst August Rex)

Ernst August I. (gebürtig Prinz Ernst August, Herzog von Braunschweig-Lüneburg; in Großbritannien Prince Ernest Augustus, 1. Duke of Cumberland and Teviotdale, KG, KP, GCB, GCH; * 5. Juni 1771 in Buckingham House, London; † 18. November 1851 in Hannover) war ein britischer Prinz aus dem Haus Hannover, einer Nebenlinie der Welfen und ab 1837 König von Hannover.

## Leben

### Militärische Laufbahn

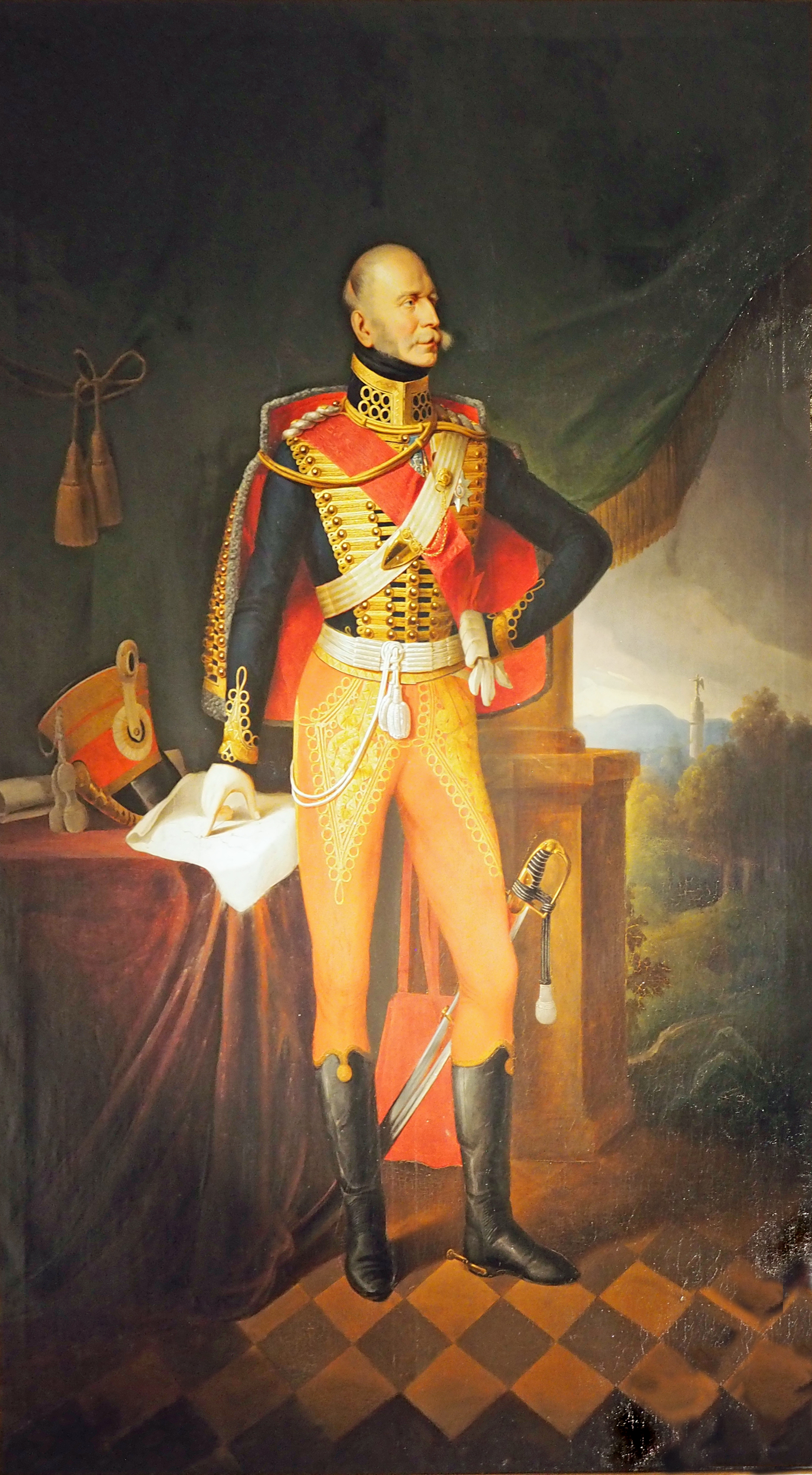
Ernst August I. (um 1840)

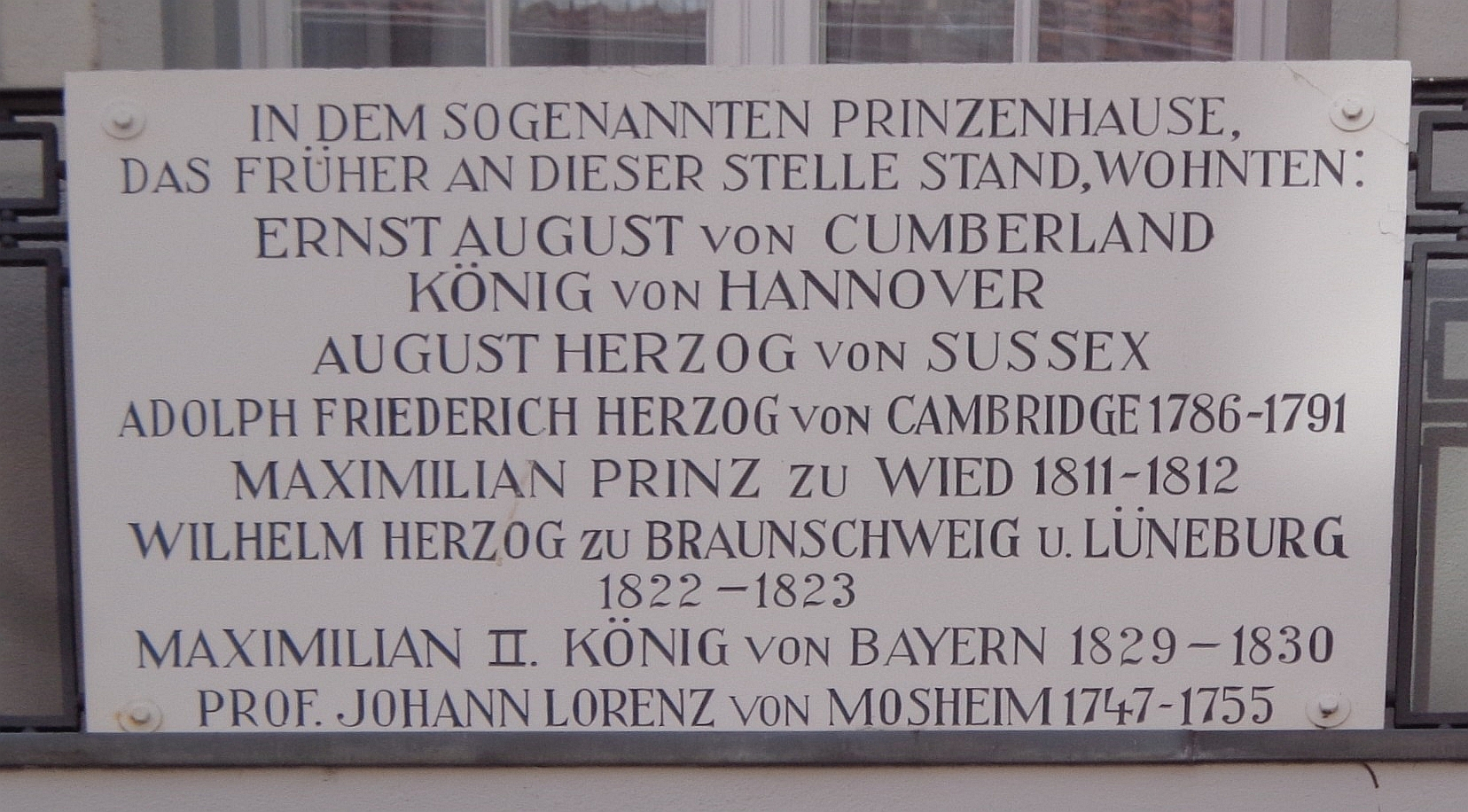
Erinnerungstafel für das frühere Prinzenhaus und seine bekannten Gäste in Göttingen

Prinz Ernst August wurde 1771 im Buckingham Palace geboren. Er war der fünfte Sohn und das achte Kind König Georgs III. von Großbritannien und Irland und der Königin Sophie Charlotte. Ernst August wurde von Hauslehrern erzogen und ging im Sommer 1786 gemeinsam mit seinen Brüdern, den Prinzen August Friedrich und Adolph Friedrich unter der Aufsicht Georg Christoph Lichtenbergs zum Studium nach Göttingen. Im Jahre 1791 traten er und Adolph Friedrich in die hannoversche Armee ein, um durch den Feldmarschall Wilhelm von Freytag eine militärische Ausbildung zu erhalten. Ernst August erwies sich in der Kavallerie- und Taktikschulung durch den Hauptmann von Linsingen von den Leichten Dragonern als ausgezeichneter Reiter und guter Schütze, obwohl er sehr kurzsichtig war. Nach nur zwei Monaten Ausbildung war der Feldmarschall von Freytag von den Fortschritten seines Zöglings so beeindruckt, dass er ihn zum Rittmeister ernannte.
Im März 1792 erhielt Ernst August das Patent eines Obersten der 9. Hannoverschen leichten Dragoner und wurde im Dezember 1793 zum Chef des 2. schweren Reiterregiments und zum Kommandeur der 1. Kavalleriebrigade ernannt. Während des ersten Koalitionskrieges (1793–97) war er in Flandern stationiert und diente unter seinem älteren Bruder Friedrich, Duke of York and Albany, dem Oberbefehlshaber der vereinigten britischen, hannoverschen und österreichischen Truppen. In der Schlacht von Tourcoing (1794) verlor er sein linkes Auge. In seinem Gesicht verbliebenen deutliche Narben, die er seitdem mit üppigen Koteletten zu kaschieren versuchte. Er kehrte zur Genesung nach England zurück – zum ersten Mal seit 1786. Im Jahr darauf kam er zurück und kommandierte während des Rückzugs der britischen Armee durch Holland die Nachhut. 1798 wurde Ernst August zum Generalleutnant befördert und 1803 zum General. Am 29. März 1801 wurde er zum Feldmarschall ernannt. Er diente in der British Army von 1801 bis 1827 als Colonel des 15th (The King’s) Regiment of (Light) Dragoons und von 1827 bis 1830 als Colonel der Royal Horse Guards. Mit der Königswürde übernahm er auch den Oberbefehl über die Hannoversche Armee.  

### Ehe und britische Adelswürden
Sein Vater, König Georg III., nahm ihn 1776 als Knight Companion in den Hosenbandorden auf und verlieh ihm am 29. August 1799 den erblichen britischen Peerstitel Duke of Cumberland and Teviotdale und den erblichen irischen Peerstitel Earl of Armagh. Am 29. Mai 1815 heiratete der nunmehrige Duke in Neustrelitz seine Cousine Prinzessin Friederike, die Tochter Karls II., Großherzog von Mecklenburg-Strelitz. Sie war als Witwe des Prinzen Ludwig von Preußen schwanger geworden und nur durch Heirat mit dem Prinzen Friedrich Wilhelm zu Solms-Braunfels vor einem Skandal bewahrt worden. Diese zweite Ehe entwickelte sich unglücklich und die Planungen für eine Scheidung waren bereits im Gange, als der Prinz zu Solms-Braunfels plötzlich an einem Schlaganfall starb. Deshalb war Königin Charlotte gegen diese Verbindung, obwohl ihre skandalumwitterte zukünftige Schwiegertochter ihre Nichte war. Die neue Duchess of Cumberland and Teviotdale hatte zehn Kinder in ihren früheren Ehen geboren, von denen sie sechs in ihre dritte Ehe mitbrachte. Aus der Ehe mit Ernst August gingen weitere zwei Kinder hervor, von denen nur eines überlebte – ein Sohn, der spätere König Georg V. von Hannover.
Der Prinzregent und spätere König Georg IV. ernannte ihn 1815 zum Knight Grand Cross des Bathordens und Knight Grand Cross des Guelphen-Ordens, 1831 wurde er Knight Companion des Order of Saint Patrick und 1837, nach seiner Thronbesteigung in Hannover wurde er Souverän und Großmeister des Guelphen-Ordens. 1839 stiftete er den St. Georgs-Orden als hannoverschen Hausorden.
Ernst August war der umstrittenste der Söhne Georgs III. Er galt als erzreaktionär und stellte sich als Mitglied des House of Lords gegen die Katholikenemanzipation (Catholic Emancipation Bill), die 1828 vom Premierminister, dem 1. Duke of Wellington, vorangetrieben wurde. Die Wahlrechtsreform von 1832 versuchte er zu verhindern. Mit seinem unnachgiebigen Verhalten zog er sich die Feindschaft der Whigs zu, die ihn zum unpopulärsten Prinzen der jüngeren Geschichte erklärten. Das Parlament lehnte nach der Hochzeit Ernst Augusts die eigentlich übliche Erhöhung seiner Apanage ab. Dies führte zusammen mit dem Umstand, dass seine Mutter seine Ehefrau ablehnte dazu, dass Ernst August und Friederike zwischen 1818 und 1829 in Berlin lebten.

### König von Hannover

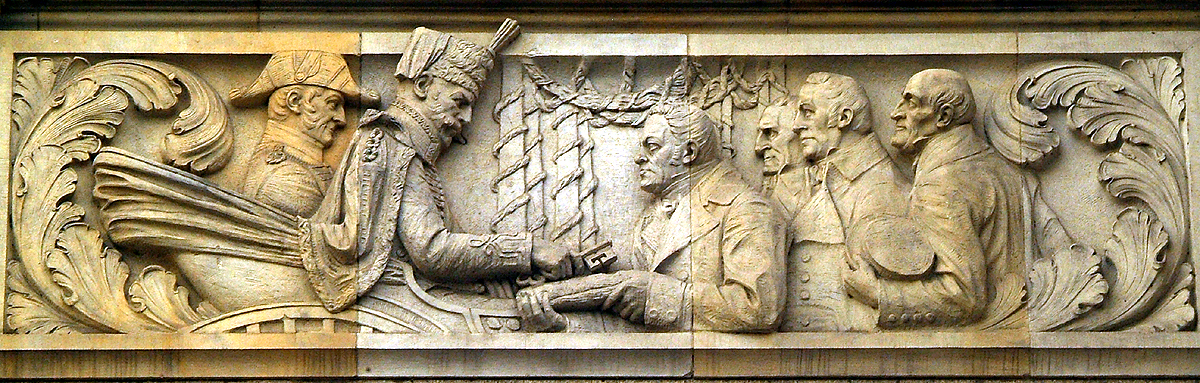
Nach dem Ende der Personalunion zwischen Großbritannien und Hannover 1837 zog König Ernst August nach Hannover; hier überreicht ihm Stadtdirektor Wilhelm Rumann (rechts der Bildmitte) symbolisch die Schlüssel von Hannover; Relief von August Waterbeck als Teil des Geschichtsfrieses am Neuen Rathaus von Hannover.

Am 20. Juni 1837 starb Wilhelm IV., König von Großbritannien und Irland. Da er – wie zuvor schon sein Bruder Georg IV. – keine erbberechtigten Nachkommen hinterließ, folgte ihm seine Nichte Victoria, das einzige Kind Prinz Eduards, des verstorbenen Dukes of Kent and Strathearn und vierten Sohnes von Georg III., auf den Thron. In Hannover galt allerdings das Salische Gesetz, das eine männliche Erbfolge vorsah. Deshalb konnte Victoria nicht auf den hannoverschen Thron nachfolgen. Statt ihrer wurde ihr Onkel Ernst August, Duke of Cumberland and Teviotdale, im Alter von 66 Jahren König von Hannover. Damit war die 123-jährige Personalunion zwischen Großbritannien und Hannover beendet. 

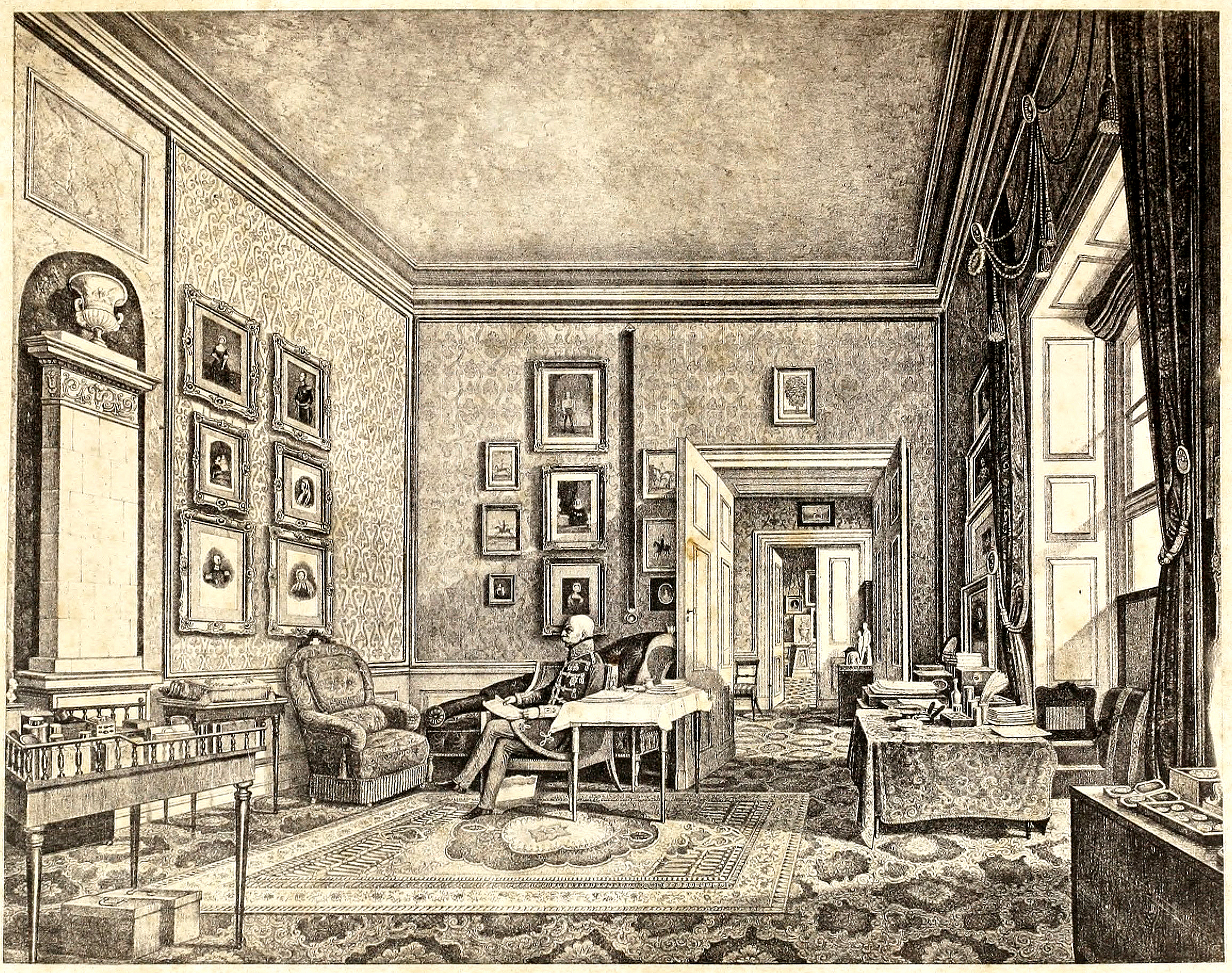
Um 1850: „Arbeitszimmer Sr. Höchstseligen Majestät des Königs von Hannover“ im Alten Palais; Schwarz-Weiß-Foto von Wilhelm August Degèle einer ursprünglich vielfarbigen Gouache von Wilhelm Kretschmer im Ernst August Album von 1861/62.

König Ernst August erwies sich als unbeliebter Herrscher mit anti-liberalem Regierungsstil, der das relativ freiheitliche Staatsgrundgesetz, das seine Vorgänger 1833 erlassen hatten, 1837 bei seinem Amtsantritt wieder aufhob. Bereits in seiner Antrittsproklamation vom 5. Juli 1837 hatte er ausgesprochen, dass er sich nicht an die hannoversche Verfassung gebunden fühle: „Ich verwerfe nichts, und auch annehme nichts!“ Gegen die Aufhebung der Verfassung richtete sich 1837 der vielbeachtete Protest der Göttinger Sieben, die daraufhin sämtlich als Professoren der Universität Göttingen entlassen wurden. Im August 1840 führte der König eine neue Verfassung ein, die das ständische Budgetrecht und die Gesetzgebungskompetenz der Stände einschränkte. Es gab keine Ministerverantwortlichkeit mehr, und die Vereinigung der General- und der Domänenkasse wurde wieder aufgehoben. Körperliche Gebrechen wurden in der neuen Verfassung nicht mehr als Hinderungsgrund für die Thronfolge aufgeführt. Auf diese Weise sicherte Ernst August seinem einzigen Sohn, Kronprinz Georg, der als Kind erblindet war, die Regierungsnachfolge. Die Diskussion über Georgs Eignung als künftiger Regent verstummte dadurch aber nicht. Zur restaurativen Politik des Königs passte auch, dass in Hannover ein strenges höfisches Zeremoniell herrschte.
Durch den Sturz des französischen Königs Louis Philippe I. infolge der Februarrevolution und die Bekanntgabe dieses Ereignisses in den Zeitungen in Hannover am 25. Februar 1848 wurden auch die Bürger des Königreiches Hannover dazu ermutigt, liberale Forderungen zu erheben. Das Bürgervorsteherkollegium Hannover richtete am 6. März 1848 eine Petition mit liberalen Forderungen an König Ernst August I. Dieser zögerte zunächst, Zugeständnisse zu machen. Doch die Forderungen einer Bürgerbewaffnung in anderen Städten drohten eine Revolution gegen die Monarchie zu entfachen. Um eine solche Revolution zu verhindern, ließ sich Ernst August I. durch Alexander Levin Graf von Bennigsen überzeugen, in Reformen einzuwilligen. Er ernannte den liberalen Politiker Johann Carl Bertram Stüve zum Innenminister und beauftragte ihn mit der Schaffung einer zeitgemäßen Verfassung. Diese trat am 5. September 1848 in Kraft. Sie garantierte Pressefreiheit, Versammlungsfreiheit, die Trennung von Judikative und Verwaltung sowie die Gleichberechtigung aller Konfessionen. Das Königreich Hannover erhielt so eine der freiheitlichsten Verfassungen des Deutschen Bundes. Das Entgegenkommen des Königs endete aber da, wo er Hannovers Eigenständigkeit bedroht sah. Souveränitätsrechte zugunsten der Deutschen Einigungsbewegung aufzugeben, war er nicht bereit. Als sich der preußisch-österreichische Gegensatz in dieser Frage 1850 wegen des kurhessischen Verfassungskonflikts zu einem Krieg auszuweiten drohte, musste Ernst August sich den Vorstellungen seines Märzministeriums beugen, das eine strikt neutrale Haltung Hannovers durchsetzte. Auch nach der Entlassung des Märzministeriums im Oktober 1850 setzte die neue Regierung die Reformpolitik weiter fort.
Durch seine zahlreichen Inspektionsreisen, auf denen er sich über die Entwicklung der heimischen Wirtschaft und über den Stand des Agrarwesens sowie über die Stimmung auf dem Land informierte, war der Monarch gerade für die Landbevölkerung, die sonst kaum in die Haupt- und Residenzstadt Hannover kam, eine präsente Erscheinung geworden. Einmal wöchentlich hielt er öffentliche Audienzen ab, zu denen jedermann Zutritt erhielt. Bei diesen Gelegenheiten konnten die eigenen Anliegen dem leutselig-patriarchisch auftretenden Landesherrn direkt unterbreitet werden. Auf diese Weise erlangte Ernst August I. in seinen letzten Regierungsjahren im Volk durchaus Popularität.

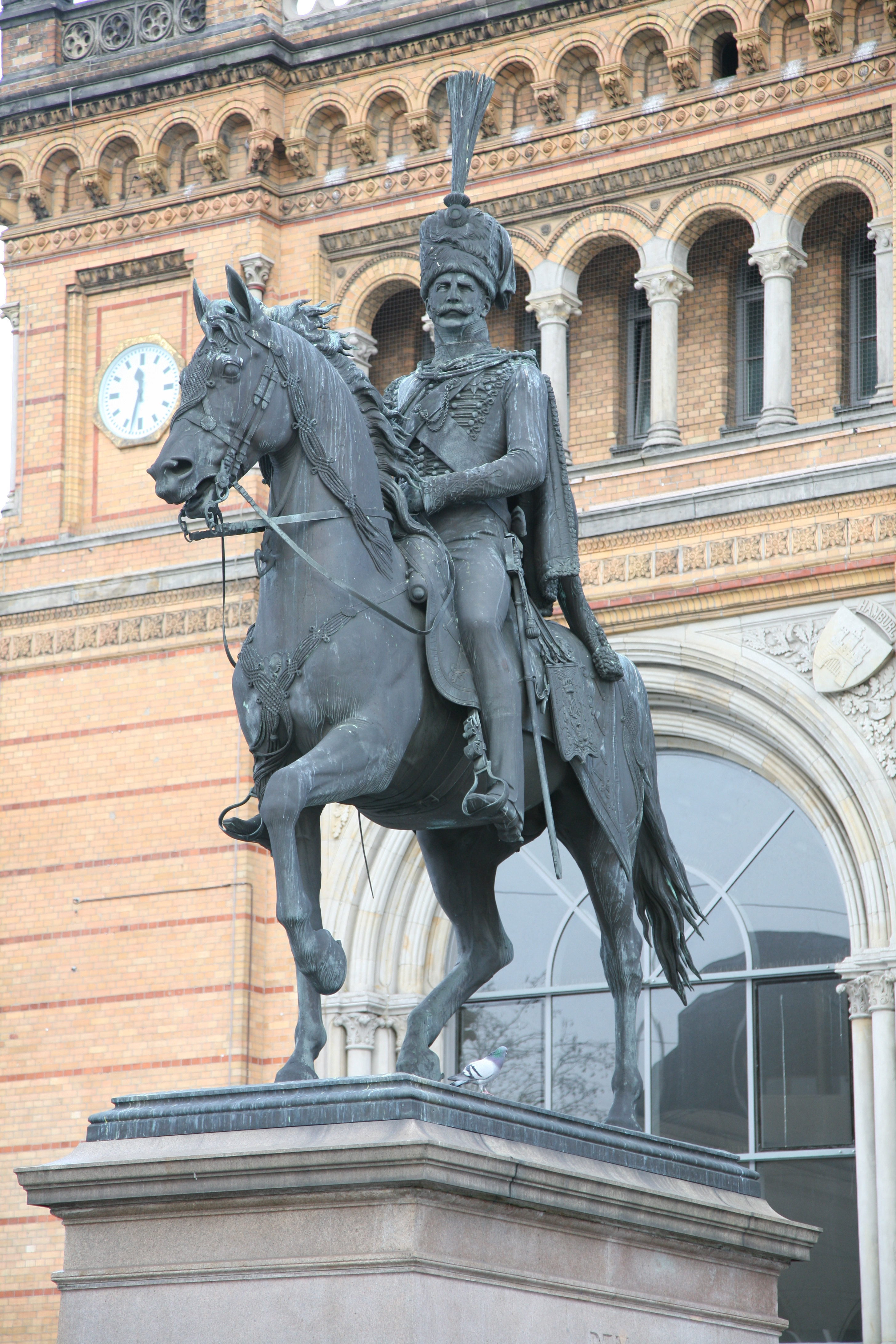
Reiterstandbild Ernst-August-Denkmal auf dem Ernst-August-Platz vor dem Hauptbahnhof Hannover

Nach Ausbruch der Unruhen 1848 verzichtete er bei der Prägung der Taler der Jahre 1848 und 1849 auf den Zusatz „V.G.G.“ für „von Gottes Gnaden“, was als Zugeständnis an die Revolutionäre gedeutet wurde („Angsttaler“), die ein Gottesgnadentum nicht anerkennen wollten.
Ernst August starb am 18. November 1851 um 6.45 Uhr in Hannover. Er wurde zunächst im Thronsaal des Leineschlosses aufgebahrt. Binnen zwei Tagen besuchten 30.000 Personen seinen Sarg. Am 25. November 1851 wurde ein Trauergottesdienst in der Schlosskirche begangen. Danach wurde er unter großer Anteilnahme der Bevölkerung im 1847 von Hofbaumeister Laves fertiggestellten Welfenmausoleum im Berggarten beigesetzt, ebenso wie zuvor schon seine Gattin, Königin Friederike.

### Freimaurerei
Ernst August wurde 1796 in England in die Freimaurerei aufgenommen. Ab 1828 war er Großmeister der von ihm gegründeten Großloge von Hannover.

## Ahnentafel
| Ahnentafel König Ernst August I. von Hannover | Ahnentafel König Ernst August I. von Hannover                                             | Ahnentafel König Ernst August I. von Hannover                                                                  | Ahnentafel König Ernst August I. von Hannover                                                                           | Ahnentafel König Ernst August I. von Hannover                                                                       | Ahnentafel König Ernst August I. von Hannover                                                                           | Ahnentafel König Ernst August I. von Hannover                                                                                | Ahnentafel König Ernst August I. von Hannover                                                                          | Ahnentafel König Ernst August I. von Hannover                                                                          |
| --------------------------------------------- | ----------------------------------------------------------------------------------------- | --- | --- | --- | --- | --- | --- | --- |
| Urur- groß- eltern                            | König Georg I. (1660–1727) ⚭ 1682 Sophie Dorothea von Braunschweig-Lüneburg (1666–1726)   | Markgraf Johann Friedrich von Brandenburg-Ansbach (1654–1686) ⚭ 1681 Eleonore von Sachsen-Eisenach (1662–1696) | Herzog Friedrich I. von Sachsen-Gotha-Altenburg (1646–1691) ⚭ 1669 Magdalena Sibylle von Sachsen-Weißenfels (1648–1681) | Fürst Karl Wilhelm von Anhalt-Zerbst (1652–1718) ⚭ 1676 Sophia von Sachsen-Weißenfels (1654–1724)                   | Herzog Adolf Friedrich I. von Mecklenburg (1588–1658) ⚭ 1635 Marie Katharina von Braunschweig-Dannenberg (1616–1665)    | Fürst Christian Wilhelm von Schwarzburg-Sondershausen (1647–1721) ⚭ 1673 Antonie Sibylle von Barby und Mühlingen (1641–1684) | Herzog Ernst von Sachsen-Hildburghausen (1655–1715) ⚭ 1680 Sophia Henriette von Waldeck (1662–1702)                    | Graf Georg Ludwig I. von Erbach-Erbach (1643–1693) ⚭ 1664 Gräfin Amalia Katharina von Waldeck-Eisenberg (1640–1697)    |
| Ur- groß- eltern                              | König Georg II. (1683–1760) ⚭ 1705 Caroline von Brandenburg-Ansbach (1683–1737)           | König Georg II. (1683–1760) ⚭ 1705 Caroline von Brandenburg-Ansbach (1683–1737)                                | Herzog Friedrich II. von Sachsen-Gotha-Altenburg (1676–1732) ⚭ 1696 Magdalena Augusta von Anhalt-Zerbst (1679–1740)     | Herzog Friedrich II. von Sachsen-Gotha-Altenburg (1676–1732) ⚭ 1696 Magdalena Augusta von Anhalt-Zerbst (1679–1740) | Herzog Adolf Friedrich II. von Mecklenburg-Strelitz (1658–1708) ⚭ 1705 Emilie von Schwarzburg-Sondershausen (1681–1751) | Herzog Adolf Friedrich II. von Mecklenburg-Strelitz (1658–1708) ⚭ 1705 Emilie von Schwarzburg-Sondershausen (1681–1751)      | Herzog Ernst Friedrich I. von Sachsen-Hildburghausen (1681–1724) ⚭ 1704 Sophia Albertine von Erbach-Erbach (1683–1742) | Herzog Ernst Friedrich I. von Sachsen-Hildburghausen (1681–1724) ⚭ 1704 Sophia Albertine von Erbach-Erbach (1683–1742) |
| Groß- eltern                                  | Prinz Friedrich Ludwig (1707–1751) ⚭ 1736 Augusta von Sachsen-Gotha-Altenburg (1719–1772) | Prinz Friedrich Ludwig (1707–1751) ⚭ 1736 Augusta von Sachsen-Gotha-Altenburg (1719–1772)                      | Prinz Friedrich Ludwig (1707–1751) ⚭ 1736 Augusta von Sachsen-Gotha-Altenburg (1719–1772)                               | Prinz Friedrich Ludwig (1707–1751) ⚭ 1736 Augusta von Sachsen-Gotha-Altenburg (1719–1772)                           | Herzog Karl zu Mecklenburg (1708–1752) ⚭ 1735 Elisabeth Albertine von Sachsen-Hildburghausen (1713–1761)                | Herzog Karl zu Mecklenburg (1708–1752) ⚭ 1735 Elisabeth Albertine von Sachsen-Hildburghausen (1713–1761)                     | Herzog Karl zu Mecklenburg (1708–1752) ⚭ 1735 Elisabeth Albertine von Sachsen-Hildburghausen (1713–1761)               | Herzog Karl zu Mecklenburg (1708–1752) ⚭ 1735 Elisabeth Albertine von Sachsen-Hildburghausen (1713–1761)               |
| Eltern                                        | König Georg III. (1738–1820) ⚭ 1761 Sophie Charlotte von Mecklenburg-Strelitz (1744–1818) | König Georg III. (1738–1820) ⚭ 1761 Sophie Charlotte von Mecklenburg-Strelitz (1744–1818)                      | König Georg III. (1738–1820) ⚭ 1761 Sophie Charlotte von Mecklenburg-Strelitz (1744–1818)                               | König Georg III. (1738–1820) ⚭ 1761 Sophie Charlotte von Mecklenburg-Strelitz (1744–1818)                           | König Georg III. (1738–1820) ⚭ 1761 Sophie Charlotte von Mecklenburg-Strelitz (1744–1818)                               | König Georg III. (1738–1820) ⚭ 1761 Sophie Charlotte von Mecklenburg-Strelitz (1744–1818)                                    | König Georg III. (1738–1820) ⚭ 1761 Sophie Charlotte von Mecklenburg-Strelitz (1744–1818)                              | König Georg III. (1738–1820) ⚭ 1761 Sophie Charlotte von Mecklenburg-Strelitz (1744–1818)                              |
| König Ernst August I. von Hannover            |                                                                                           | | | | | | | |

## Denkmal
Im Jahr 1861 enthüllte sein Sohn Georg V. das Ernst-August-Denkmal als Reiterstandbild auf dem Vorplatz des Hauptbahnhofs in Hannover, das ein beliebter Treffpunkt ist – man verabredet sich dazu „unterm Schwanz“ (des Pferdes).